# Ystad–Rønne

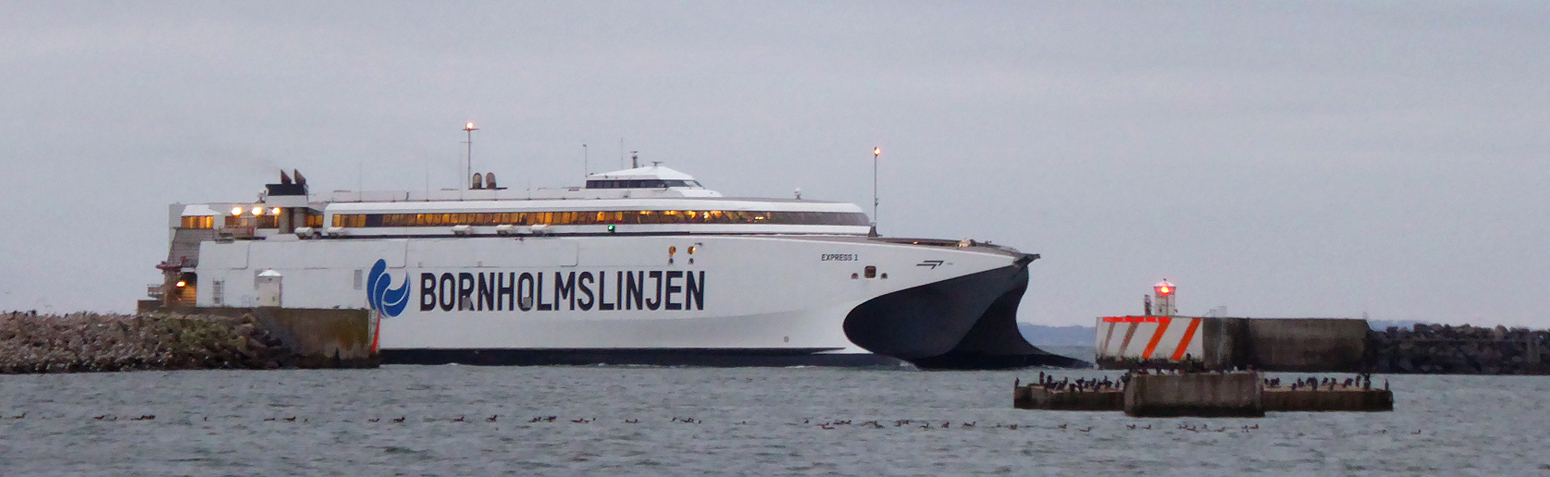
Katamaranen Mols Express 1 på väg in i Ystads hamn 28 dec 2018.

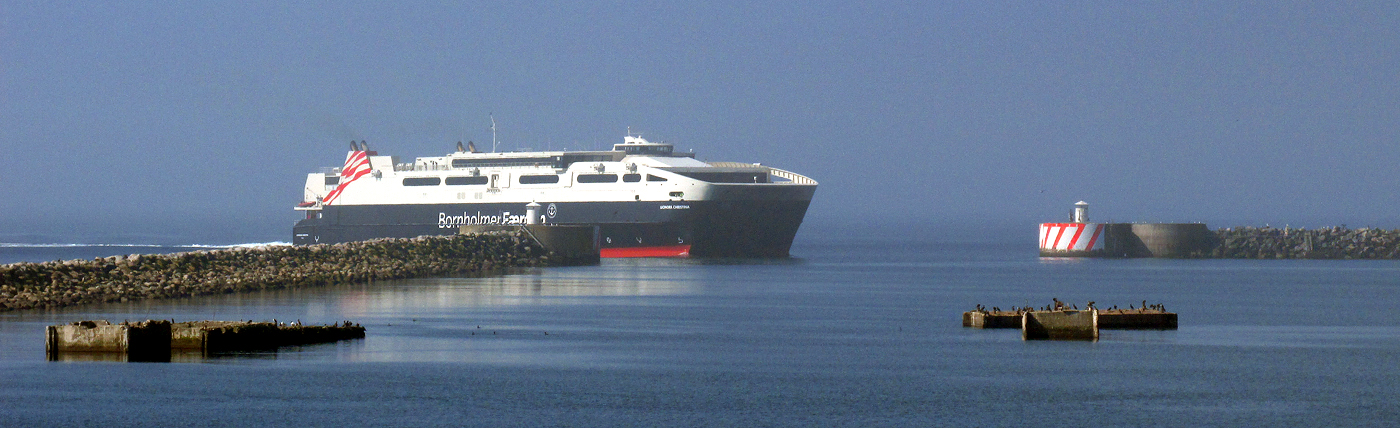
Leonora Christina trafikerade Ystad-Rönne 2010-2018. 1 september 2018 ersattes den av Mols Express 1.

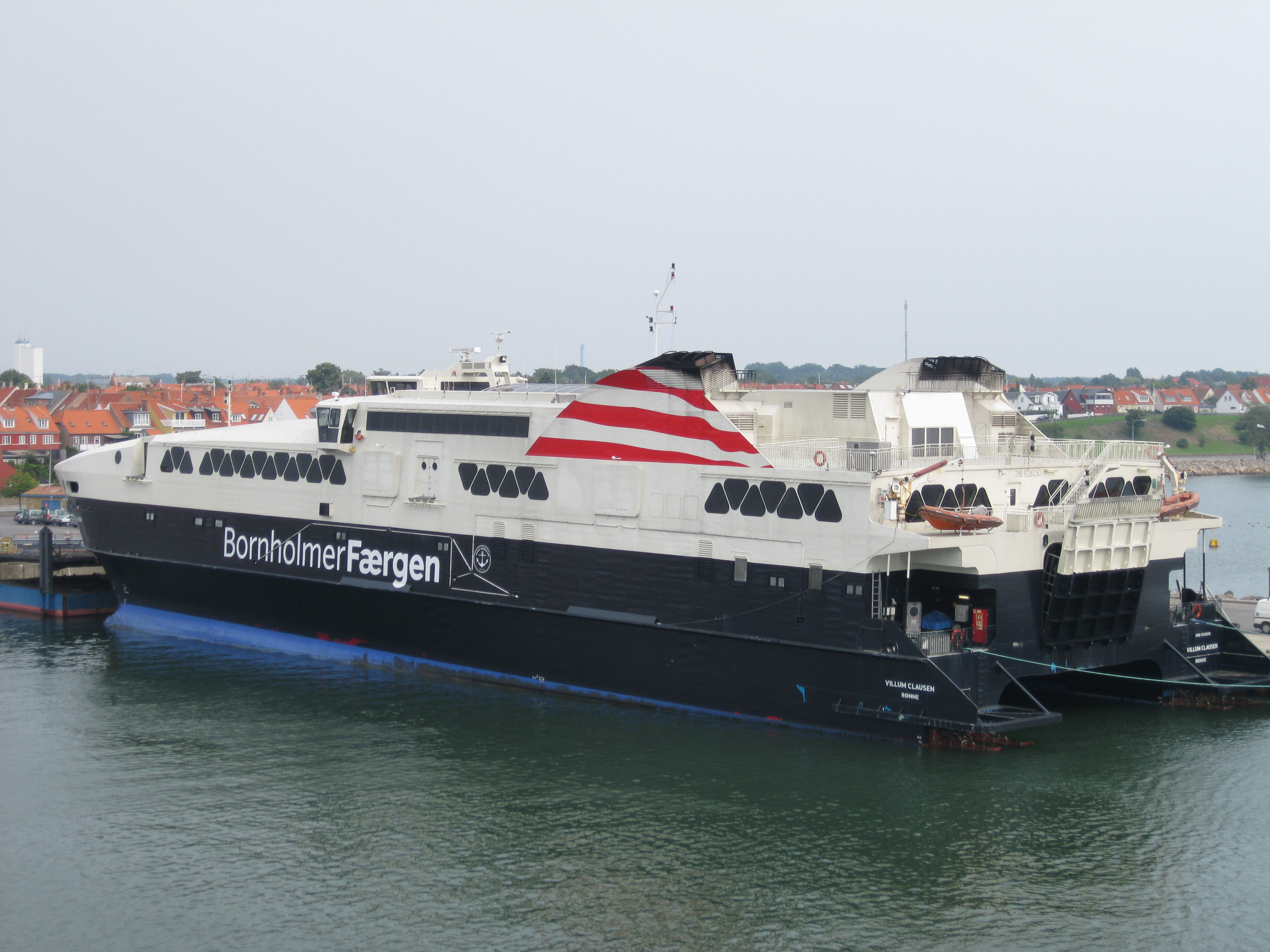
Tidigare bornholmsfärjan Villum Clausen, ersatt av Mols Max.

Mellan Ystad i Sverige och Rønne på Bornholm, Danmark går det en bilfärjelinje. Överfartstiden är 1 timme och 20 minuter, och det går fyra–sex turer per dag och riktning. Linjen trafikeras av Bornholmslinjen, med en katamaran, HSC Express 1, under lågsäsong som kompletteras med ytterligare en katamaran, HSC Max under högsäsong. En långsammare reservfärja, M/S Povl Anker,  används i undantagsfall. Det planeras att HSC Express 5 övertar HSC Express 1:s roll som den primära färjan på rutten den 20 mars 2023.
[uppföljning saknas]
Ingen Europaväg följer färjelinjen. 
Hamnen i Ystad ligger nära centrum, den långsammare färjan dock ett stycke längre österut. Trafiken till färjorna dirigeras på en ringled runt centrum. 
Hamnen i Rönne ligger centralt.

## Historia
Den 1 september 2018 övertog Bornholmslinjen trafiken på linjen från Bornholmerfærgen.
DSB körde fram till december 2017 direkta tåg mellan Köpenhamn och Ystad med en tidtabell anpassad till färjorna. De har ersatts av direkta bussar, alternativt ordinarie tåg med byte i Malmö. På så sätt kan man resa Köpenhamn–Rønne på drygt 3 timmar. Färjan Köpenhamn–Rønne tog över 6 timmar, och från Køge, som ersatte Kvæsthusbroen i Köpenhamn den 1 oktober 2004, tar det 5 timmar och 30 minuter.

## Källhänvisningar
1. ↑  ”66 Selskabet BornholmsTrafikken”. Færgejournalen. http://www.faergejournalen.dk/Bornholm/Bornholm_hist.html. Läst 2 maj 2013.
2. ↑  ”BornholmerFærgen: Køge - Rønne, Bornholm”. Highways.dk. Arkiverad från originalet den 11 maj 2013. https://web.archive.org/web/20130511110257/http://www.highways.dk/faerger/koge-ronne.php. Läst 2 maj 2013.